# 天国の樹
天国の樹（てんごくのき）は、2006年に韓国SBSで放送されたテレビドラマである。日本ではBSフジ、フジテレビなどで放送された。イ・ジャンス監督の天国シリーズ三部作の完結編。

## キャスト
- ハン・ユンソ/ユキ - イ・ワン

はなの義兄。東京でユキと名乗るようになる。
- 広瀬はな - パク・シネ

可憐で清楚な女の子。高校卒業後は、リュウの父のホテルと、クラブのピアノ弾きの仕事をしている。
- 星野麻耶 - 浅見れいな

在日コリアン2世。秀才で、東京大学にも入れる学力を持っていたが、家の都合でクラブに入り、金丸の愛人となる。
- 藤原リュウ - 内田朝陽

ホテルオーナーの一人息子。東大卒。
- 佐々木美香 - ソニン

はなの友人。
- ヨウコ - キム・チョン

在日コリアン。はなの父の妹。
- イワ - 高杉亘

ユキ（ユンソ）の手下。ユキの為に粋な計らいをする。
- シマダ・ヤスヒロ - 李鐘浩

ユンソの敵。麻耶に車で轢かれ死ぬ。
- ハン・スハ - チョン・ドンファン

ユンソの父。妻がいたが死に、数年後ミチコと結婚。
- ミチコ - 愛華みれ

はなの実の母。スハと共に新しい旅館を建てようする。スハと共に旅行中事故で亡くなる。
- 金丸正光 - イ・ジョンギル

会長。
- 杉山透 - 長野克弘

ホテルのマネージャー。リュウに媚び諂っている。
- リュウの父 - 鳥木元博

ホテルのオーナー。
- リュウの母 - 片桐千里

## スタッフ
出典：テレビドラマデータベース「天国の樹」より
- 脚本 - ムン・ヒジョン、キム・ナムヒ（台本翻訳・キム・ミンファ）
- 監督・演出 - イ・ジャンス
- プロデューサー - チョ・スウォン（韓国）、藤倉博（日本）
- SBS担当プロデューサー - コ・ギョンヒ
- ラインプロデューサー - キム・ジヒ（韓国）、坂下哲也（日本）
- プロデューサーチーム長 - パク・ミンヨプ
- マーケティングプロデューサー - ユ・ハンナ
- プロデューサー補 - 金子正男
- 宣伝 - 三浦宏之
- スチール - 小鮒利也、藤村陽
- 演出補 - ファン・ヨンスン、イム・ジョング
- 記録 - ユン・ラヨン
- 監督補 - 鬼頭理三
- 制作 - SBS、ロゴスフィルム、角川ヘラルド映画
- 企画 - 宇田川昭次、SBS企画・コン・ヨンファ
- 音楽 - オリジナル・サウンドトラック「天国の樹」
- 主題歌：シン・スンフン「どうしよう」、挿入歌：内田朝陽「白い羽」（作詞・作曲：内田朝陽）
- 美術 - 和田洋
- 装飾 - 田畑照政
- 持道具 - 片岸雅治
- 衣装 - 山田夏子
- メイク - 西田理香
- 特機 - 塩見泰久

## サブタイトル
| 話数   | BSフジ       | フジテレビ   | サブタイトル   |
| ------ | ------------ | ------------ | -------------- |
| 第1回  | 2006年4月6日 | 2006年5月4日 | 雪の中の出会い |
| 第2回  | 4月13日      | 5月11日      | すれ違う想い   |
| 第3回  | 4月20日      | 5月18日      | 愛の始まり     |
| 第4回  | 4月27日      | 5月25日      | 卒業式の夜     |
| 第5回  | 5月4日       | 6月1日       | 東京へ…        |
| 第6回  | 5月11日      | 6月8日       | ユンソとユキ   |
| 第7回  | 5月18日      | 6月15日      | 封印された真実 |
| 第8回  | 5月25日      | 6月29日      | 涙のバースデー |
| 第9回  | 6月1日       | 7月6日       | いばらの道     |
| 第10回 | 6月8日       | 7月13日      | 幸福の時       |
| 第11回 | 6月15日      | 7月20日      | 決別           |
| 最終回 | 6月22日      | 7月27日      | 永遠の愛       |